# Meiwa, Gunma
Meiwa (japanska: 明和町?, Meiwa-machi) är en landskommun (köping) i Gunma prefektur i Japan.  